# متلازمة الزوج المتقاعد
تعتبر متلازمة الزوج المتقاعد (باليابانية: 主人在宅ストレス症候群، بالروماجي: Shujin Zaitaku Sutoresu Shoukougun) أحد الأعراض النفسية الناتجة عن الضغط النفسي التي يُصيب 60% من الإناث اليابانيات. تظهر علامات وأعراض تلك المتلازمة مثل الاكتئاب عندما يقترب الرجال أو يصلون إلى سن التقاعد.

## الأعراض الشائعة
تعتبر الأعراض التالية هي الأعراض الأكثر شيوعُا لمتلازمة الزوج المتقاعد:
- الاكتئاب
- طفح الجلدي
- الربو
- قرحة هضمية
- ارتفاع ضغط الدم

## الأسباب النظرية لمتلازمة الزوج المتقاعد
حدّد هذه المتلازمة وصاغ اسمها لأول مرة نوبو كوروكاوا وظهرت لأول مرة في عرض قدمه إلى الجمعية اليابانية للطب النفسي في عام 1991. [3] وعرفها على أنها حالة تبدأ فيها المرأة بإظهار علامات المرض البدني والاكتئاب عندما يصل زوجها أو يقترب من التقاعد.
اعتقد كوروكاوا أن تلك الكتلازمة هي نتيجة لحقيقة أن العديد من المواطنين اليابانيين الذين يبلغون سن التقاعد، وهو 60عامًا، قد وُلدوا بالفعل ضمن ما يُسمى بجيل الأطفال المولودين في فترة طفرة المواليد باليابان. وكان من المتوقع أن يلبي أعضاء هذا الجيل متطلبات اجتماعية معينة مثل: أن يكون الرجل بالأساس هو العائل والعامل على دعم أسرته، وألا تكون المرأة فقط ربة منزل ولكن أن يتم تقديرها أيضًا من الرجل بجزء من راتبه كمكافأة لها لرعاية أطفالهم والاختلاط مع أصدقائها.
وبما أن مهنة الزوج كعائل يمكن أن تطلب العمل لساعات طويلة بعيدًا عن المنزل، سواء في العمل أو التواصل الاجتماعي مع الآخرين ورؤسائهم كما هو متوقع، قد يغادر الزوج المنزل في الساعات الأولى من الصباح ويعود إلى البيت في وقت متأخر من الليل. وهذا قد يعني أن الزوج والزوجة قد لا تتفاعل معه على نطاق واسع، وعندما يتقاعد الزوج يمكن أن يشعر كل من الزوجين أنهم يعيشون جنبًا إلى جنب مع شخص يبدو غريبًا عنهم.
يمكن أن تكون تلك التجربة مرهقة بشكل خاص للمرأة التي، كما يملي المجتمع عليها، من المتوقع أن تُلبي كل احتياجات زوجها والتي قد تتطلب منها جهدًا كبيرًا في الواقع. يمكن أن يؤدي الضغط النتاج عن التغيير في نمط الحياة هذا ليس فقط إلى الأعراض المذكورة أعلاه، ولكن أيضًا إلى مستوى من الاستياء تشعر به تجاه زوجها. انفصل بعض الأزواج نتيجةً لتلك المتلازمة، ولكنهم لم يتطلقوا لأن الطلاق لا يعتبر خيارًا مقبولاً لهذا الجيل من اليابانيين. كما أن الزوجة المطلقّة لا تملك حاليَا أي حق في الحصول على نفقة من زوجها في حالة طلاقها، وبالتالي قد لا تكون قادرة على إعالة نفسها ماليًا (على الرغم من أن ذلك كان من المقرر أن يتغير في عام 2007). وعلى الرغم من ذلك، ارتفع معدل الطلاق بين الأزواج اليابانيين الأكبر سنًا في العقود الأخيرة، حيث أن عدد السكان المنتمين لهذا الجيل، ارتفع بنسبة 26.5٪ خلال 10 سنوات وفقًا لوزارة الصحة. وبلغ عدد حالات الطلاق بين الأزواج المتزوجين منذ 20 سنة أو أكثر 42 ألفًا في عام 2004، أي ضعف عدد حالات الطلاق بين المتزوجين منذ أكثر من 30 عامًا أربع مرات خلال نفس الفترة. وفي عام 2006، كان من المتوقع أن ترتفع هذه الأرقام مع المزيد من اليابانيين المتوقع تقاعدهم في السنوات الخمس اللاحقة من أي نقطة أخرى في التاريخ الياباني.
تتعامل بعض النساء مع تلك المتلازمة من خلال تركيز طاقاتهن على الهواجس مثل جمع الدببة، أو متابعة المشاهير، واللتي يقُلن أنها يمكن أن تساعدهن على التحسن نفسيًا. وقد يطلبن أيضًا من أزواجهن البقاء في العمل قبل سن التقاعد لتقبل الأمر تدريجيًا. العديد من الزوجات لا يخبرن أزواجهن بما يحدث وهذا يمكن أن يزيد من حدة التوتر كما قد لا يفهم أزواجهن أو حتى يدركن أن زوجاتهن مصابات بالمرض.

## الأبحاث
نشر ماركو بيرتوني وجورجيو برونيلو من جامعة بادوفا بحثأ في يوليو 2014 لمناقشة تلك المتلازمة استنادًا إلى الأبحاث التجريبية في اليابان.